# مبخوت مبارك مرعي
مبخوت مبارك مرعي يسلم بن ماضي برلماني يمني، عضو في مجلس النواب، عن الدورة البرلمانية 2003-2009 والكتلة البرلمانية لنواب حزب المؤتمر الشعبي العام عن الدائرة الانتخابية رقم (155) بمحافظة حضرموت. في 31 يوليو 2022 عين محافظًا لمحافظة حضرموت.

## فترة المجلس
باتفاق عرف باسم «اتفاق فبراير » تمددت فترة المجلس لمدة عامين، وبقيام ثورة الشباب اليمنية لم تجر الانتخابات، وبحسب اتفاق المبادرة الخليجية تمددت لمدة عامين آخرين حتى 2013 .